# Day by Day (EP)
Day By Day (tạm dịch: Ngày qua ngày) là đĩa mở rộng (mini-album) thứ tư của nhóm nhạc nữ Hàn Quốc T-ara. Album được phát hành vào ngày 3 tháng 7 năm 2012 bởi hãng Core Contents Media với bài hát cùng tên với album là ca khúc chủ đề. Album đánh dấu sự xuất hiện lần đầu tiên của thành viên thứ tám, Areum và cũng là lần xuất hiện cuối cùng của Hwayoung với tư cách thành viên trong nhóm. Ngoài ra, trong video nhạc của Day by Day còn có sự xuất hiện của thành viên thứ 9 sắp ra mắt Dani như là một nữ diễn viên cùng với các thành viên hiện tại của nhóm là Jiyeon và Hyomin. Sau khi phát hành, bài hát chủ đề đã nhanh chóng đạt "all-kill" khi đạt vị trí số một tại nhiều bảng xếp hạng lớn nhỏ tại Hàn Quốc. Một phiên bản tái phát hành của album, có tiêu đề Mirage (mặc dù tiêu đề trên bìa là album thứ bảy), được phát hành vào ngày 3 tháng 9 năm 2012 với bài hát chủ đề "Sexy Love".

## Danh sách bài hát
| Day by Day       | Day by Day                           | Day by Day                                          | Day by Day                      | Day by Day                      | Day by Day |
| STT              | Nhan đề                              | Phổ lời                                             | Phổ nhạc                        | Hòa âm                          | Thời lượng |
| ---------------- | ------------------------------------ | --------------------------------------------------- | ------------------------------- | ------------------------------- | ---------- |
| 1.               | "Day By Day"                         | Ahn Young-min, Cho Young-soo, Kim Tae-hyun, K-Smith | Cho Young-soo, Kim Tae-hyun     | Cho Young-soo, Kim Tae-hyun     | 3:28       |
| 2.               | "Holiday"                            | Kim Ki-beom, Kang Ji-won                            | Kim Ki-beom, Kang Ji-won        | Kang Ji-won                     | 3:17       |
| 3.               | "Don't Leave" (떠나지마; Tteonajima) | Ahn Young-min                                       | Cho Young-soo                   | Cho Young-soo                   | 3:48       |
| 4.               | "Hue"                                | Kim Ki-beom, Kang Ji-won                            | Kim Ki-beom, Kang Ji-won        | Kang Ji-won                     | 3:26       |
| 5.               | "Love Game" (사랑놀이; Sarangnori))  | Kim Hee-sun                                         | Park Deok-sang, Park Hyun-joong | Park Deok-sang, Park Hyun-joong | 3:17       |
| Tổng thời lượng: | Tổng thời lượng:                     | Tổng thời lượng:                                    | Tổng thời lượng:                | Tổng thời lượng:                | 17:15      |

### Mirage
| STT              | Nhan đề                              | Phổ lời          | Phổ nhạc                        | {{{extra_column}}}              | Thời lượng |
| ---------------- | ------------------------------------ | ---------------- | ------------------------------- | ------------------------------- | ---------- |
| 1.               | "Sexy Love"                          |                  |                                 |                                 | 3:45       |
| 2.               | "Day & Night" (낮과 밤; Najgwa Bam)  |                  |                                 |                                 | 3:25       |
| 3.               | "Day By Day"                         |                  |                                 |                                 | 3:28       |
| 4.               | "Holiday"                            |                  |                                 |                                 | 3:16       |
| 5.               | "Don't Leave" (떠나지마; Tteonajima) |                  |                                 |                                 | 3:48       |
| 6.               | "Hue"                                |                  |                                 |                                 | 3:26       |
| 7.               | "Love Game" (사랑놀이; Sarangnori)   | Kim He-sSun      | Park Deok-sang, Park Hyun-joong | Park Deok-sang, Park Hyun-joong | 3:17       |
| Tổng thời lượng: | Tổng thời lượng:                     | Tổng thời lượng: | Tổng thời lượng:                | Tổng thời lượng:                | 24:35      |

## Bảng xếp hạng
| Bảng xếp hạng                                | Vị trí cao nhất |
| -------------------------------------------- | --------------- |
| Bảng xếp hạng album tuần Gaon                | 5               |
| Bảng xếp hạng album tháng Gaon               | 4               |
| Bảng xếp hạng tuần các album bản cứng Hanteo | 2               |

| Bảng xếp hạng (2012)               | Doanh số |
| ---------------------------------- | -------- |
| Doanh số album bản cứng của Gaon   | 34,181+  |
| Doanh số album bản cứng của Hanteo | 8,000+   |

| "Day By Day" | 2  | 2  |
| "Sexy Love"  | 39 | 23 |